# Christian Arvid Linning

Kanna av Christian Arvid Linning på Ulfsunda Fabrique, omkring 1815

Relief från kanna

Christian Arvid Linning, född 12 september 1781 i Stockholm, död 1843 i Stockholm, var en svensk ornamentbildhuggare och keramiker. Han arrenderade 1813–1822 Ulfsunda stengodsfabrik och var dess konstnärlige ledare. Han var son till möbelsnickaremästaren och hovschatullmästaren Johan Christian Linning (1749–1801) och sonson till möbelsnickaren Johan Christian Linning (1706–1779).

## Biografi
Christian Arvid Linning blev elev vid Konstakademien, där han skrevs in 1791 och studerade och deltog från år 1800 i akademiens utställningar. År 1808 deltog han i sin första utställning med en grupp terrakottafiguriner. År 1811 kallades han till agré vid Konstakademien, men han tycks inte ha haft någon vidare framgång på den rent konstnärliga banan, utan blev modellör vid Rörstrands Porslinsfabrik. Vid Rörstrand sökte han, omkring 1815, att efterbilda de små medaljonger och andra föremål i svart "biskuit" som Josiah Wedgwood gjort populära i England. 
Han blev senare verkmästare vid den stenkärls- och kakelfabrik, Ulfsunda stengodsfabrik, som Johan Henrik Wegelin (1768-1856) hade anlagt på lägenheten Margretelund under Ulfsunda gård i Bromma. År 1813 arrenderade bildhuggaren Christian Arvid Linning Ulfsunda Fabrique av brukspatron Johan Henrik Wegelin. Nu började en ny tid för fabriken. Borta var med ens alla deglar och sockerformar. I deras ställe kom vackert formade kakelugnar och fint utsirade hushållsföremål. Kakelugnsmakarna i Stockholm blev förargade på Linning. De menade att en bildhuggare inte kunde begripa sig på deras svåra yrke. Linning svarade med att skaffa Kungl. Maj:ts nådiga tillstånd att få tillverka kakelugnar. 1815 lämnade Linning in en ansökan till regeringen om tillstånd att få anlägga en keramikfabrik i Ulfsunda. Samma år arrenderade han Eric Ruuths gamla porslinsfabrik av dåvarande fastighetsägare Johan Henrik Wegelin. 
När Linning med hjälp av två bröder Hartwig tog över tillverkningen höjdes kvalitén markant. En del av produktionen var inspirerad av det engelska Wedgewood-porslinet, men det tillverkades även kakelugnar, krus, kannor, vaser, serviser, pendyler och småskulpturer i keramik, gips och terrakotta.
Linning utförde ett antal vackra prydnads- och nyttopjäser, som påminde om Wedgwood-porslin. Tillverkningen av konstporslin efterföljdes av kakelugnar och sockertoppsformar. År 1822 lades fabriken ned. En kakelugnsmakare, Anders Westman, köpte den, men hämtade då bara lera därifrån till sin fabrik i Stockholm.
Fabriken hade en mycket skiftande keramisk verksamhet, där man experimenterade med olika leror. Där tillverkades deglar, fajanser, saltglaserat gods och senare bland annat toppsockerformar. Linnings unika konst- och brukskonst, i svart basal ware, red ware och kakelugnar, blev berömd. Linning betraktades som Sveriges förste konstkeramiker. Inte minst intressant är Linnings svarta keramik. Vid Ulfsunda Fabrique utfördes bland annat tillbringare av ett slags oglaserad fajans, ornerade i antik stil, men även, sägs det, en byst av Karl XIV Johan, serviser med mera. Det finns uppgifter om att han några år senare någon tid ska ha vistats i Helsingfors, där han arbetade med byster. Linning avled i Stockholm 1843. Hans föremål signerades "C.A.L.".

## Representerad
Linning finns representerad på Hallwylska museet i Stockholm. På Nationalmuseum i Stockholm och Nordiska museet i Stockholm finns en del av Linnings vackra kannor och askar bevarade. De flesta är gjorda av svart lera, medan några är av ljus eller röd lera. Bland det trevligaste i samlingarna är ett skämtkrus av svart lera. Om någon försöker dricka ur det, rinner drycken ut genom hål i sidorna. S.k. Ulfsundaporslin finns också i samlingarna på Hallwylska palatset och Kulturen i Lund, liksom på Ulvsunda slott.